# 荫田镇
荫田镇，是中华人民共和国湖南省衡陽市常宁市下辖的一个乡镇级行政单位。

## 荫田简介
荫田镇位于湖南省常宁市东部。1995年5月撤区并乡，将原荫田区的荫田镇、龙门乡、衡头乡合并成大荫田镇。1998年底，荫田镇辖33个村，2个居委会，323个村民小组，8338户，37136人，其中非农业人口1938人；总面积87平方公里，耕地面积30135亩，其中水田25120亩，旱土5015亩。荫田地名取自雅句“福荫德田”。荫田古镇历史悠久，清乾隆年间即开墟设市。地理位置优越，东临舂陵水与耒阳隔江相望，南与西岭、白沙两镇接壤，西与盐湖镇毗邻，北与烟洲镇、蓬塘乡相连。省道1811线穿境而过，将荫田与107国道紧紧相连，交通较为便利。荫田镇境内资源丰富。荫田镇主要矿藏有铜、锡、锰、砷、煤炭、碳酸钙等。1995年后，相继建成黄塘煤矿、新泉锰矿、荫田锡选厂等采矿、选矿企业。境内田垄开阔，土地肥沃，盛产稻谷。至1997年，已建设吨粮田22000余亩。境内多丘陵，盛产茶油，是常宁市最大茶油产区，面积达50000余亩，常年产300吨以上。主要土特产品有柑桔、红枣、板栗、花生、萝卜、凉薯、生姜、薯粉条、松花皮蛋、五香豆油等。荫田镇民营企业努力朝规模化、高效化、多元化发展。民营企业规模得到扩大。年内民营企业总产值达18500万元，境内建材企业依靠便利的交通位置和丰富的资源优势得到良好发展。荫田镇交通便利。省道S320穿境而过，是常宁连京珠、京广、107国道的“东大门”，舂陵河自南向北沿境汇入湘江，水路畅通，自古即为战略要塞，今有“张飞古渡”、“福荫石桥”遗迹。荫田镇公路建设日新月异，先完成县级公路三湾段、喜石段砂改油工程，省道S320线荫田段改建工程，2006年又全力启动“乡村公路通达工程”，筹助捐资100万，开始硬化龙门、衡头两条县乡道，各村自筹资金硬化31条村道，境内交通网络相继得到改善。 　　荫田镇资源丰富。境内丘陵起伏，林地广阔，林业品种丰富，山中有松、杉、柏、樟、栎、桩、栏树，尤以油茶林为最，现有油茶林57692亩，占有林地90.2%以上，为常宁最大产油区，号称“油茶之乡”。地下矿藏丰富，以煤、铁、铜、锰、锡储量多，其中煤储量在常宁之最，锰储量达200万吨以上，且品位高达45%以上。土质肥沃多红壤，传统农作物种植以水稻、花生、黄花菜、红薯、凉薯、茅薯、马铃薯、萝卜、生姜、板粟、柑桔等为主，其中“衡头萝卜”以个头浑圆，质脆汁甜不空心等独特优点闻名遐迩。近年来，农业逐步走上产业化。集中力量发展烤烟生产，已形成了以张栗、松堰、同意、黄塘、白马、迎新、湖洲、印塘等16个村为主的3000亩优质烤烟生产基地，年均总值390万元以上，亩平为民增收1000元以上，连续两年被市委授予“规模种烟乡镇”、“烟叶生产先进单位”。同时还巩固了以衡市、烟塘为主的1000亩黄花菜基地，以斛林、白马为主的2500亩瓜果菜基地（1000亩无公害疏菜，1000亩无籽西瓜、香瓜、500亩沙梨），以丛保、太冲为主的1000亩优质杂交稻制种基地，以小栗、湖洲为主的300亩美国红提基地，以上浯、新泉为主的800亩碰柑、脐橙基地，规模经济飞速发展。荫田镇境内田垄开阔，土地肥沃，盛产稻谷。至1997年，已建设吨粮田22000余亩。境内多丘陵，盛产茶油，是常宁最大茶油产区，面积达50000余亩，常年产油300吨以上。　　荫田市场自古即为舂陵河畔重要通商口岸，商贾云集，店铺林立，商品齐全，每逢“2、5、8”日常耒两市六乡镇群众至此赶集，热闹非凡。荫田市场进一步扩大。2006年融资300万元开发建成一条长400米、宽16米的商业街，拓宽城镇区域0.5平方公里。城镇管理日趋规范。